# Chmeľnica
Chmeľnica es un municipio del distrito de Stará Ľubovňa en la región de Prešov, Eslovaquia, con una población estimada a final del año 2024 de 1009 habitantes.
Se encuentra ubicado al noroeste de la región, cerca del río Poprad (cuenca hidrográfica del río Vístula) y de la frontera con  Polonia.

## Demografía
| Año        | 1994 | 2004    | 2014    | 2024    |
| ---------- | ---- | ------- | ------- | ------- |
| Población  | 905  | 918     | 977     | 1009    |
| Diferencia |      | +1,43 % | +6,42 % | +3,27 % |

| Año        | 2023 | 2024    |
| ---------- | ---- | ------- |
| Población  | 992  | 1009    |
| Diferencia |      | +1,71 % |